# نیدیا ولاسکس
نیدیا ولاسکس (به انگلیسی: Nydia Velázquez) نمایندهٔ حوزه انتخابیه هفتم نیویورک از حزب دموکرات ایالات متحده آمریکا در مجلس نمایندگان ایالات متحده آمریکا است که برای نخستین‌بار در ۲۴ ژانویه ۱۹۹۳ میلادی به‌عضویت این مجلس درآمد.